# 中央军委政法委员会综合局
中央军委政法委员会综合局，位于北京市，是中央军委政法委员会下属局，负责中央军委政法委员会的综合业务。

## 沿革
在深化国防和军队改革中，2016年1月组建中央军委政法委员会。中央军委政法委员会下设多个局，其中之一为综合局。2016年8月据媒体报道，原中国人民解放军总政治部保卫部副部长陆春耕已出任中央军委政法委员会综合局局长，成为该局组建后的首任局长。

## 历任领导
| 中央军委政法委员会综合局局长 - 陆春耕 少将（2016年—2017年8月） | 中央军委政法委员会综合局副局长 |